# Ahuatepec, Zacapoaxtla
Ahuatepec är en ort i Mexiko.   Den ligger i kommunen Zacapoaxtla och delstaten Puebla, i den sydöstra delen av landet, 170 km öster om huvudstaden Mexico City. Ahuatepec ligger 1 737 meter över havet och antalet invånare är 227.
Terrängen runt Ahuatepec är lite bergig. Runt Ahuatepec är det ganska tätbefolkat, med 129 invånare per kvadratkilometer. Närmaste större samhälle är Zaragoza, 14,3 km söder om Ahuatepec. Omgivningarna runt Ahuatepec är en mosaik av jordbruksmark och naturlig växtlighet.